# Basil G. Nafpaktitis
Basil G. Nafpaktitis (grec: Βασίλειος Γεώργιος Ναυπακτίτης)  (Atenes, 23 de desembre de 1929 - Charlottesville, 24 de maig de 2015) va ser un ictiòleg americà d'origen grec.
Va perdre son pare quan encara tenia menys de deu anys i va ajudar sa mare per sobreviure en les circumstàncies difícils de l'ocupació nazi de Grècia. El 1962 va guanyar un concurs per una beca de la Universitat Americana de Beirut on va obtenir el màster el 1963. Va ser convidat per doctorar a la Universitat Harvard. Des del 1966, encara abans d'acabar el seu doctorat, va esdevenir catedràtic de la Universitat de Califòrnia. Es va especialitzar en l'estudi dels mictòfids, gènere del qual va (co)descriure almenys 24 espècies noves. No només és conegut per les seves recerques científiques, sinó també per la qualitat artística dels seus dibuixos.